# Дифференцирование сложной функции
Правило дифференцирования сложной функции позволяет вычислить производную композиции двух и более функций на основе индивидуальных производных.
Если функция {\displaystyle f} имеет производную в точке {\displaystyle x_{0}}, а функция {\displaystyle g} имеет производную в точке {\displaystyle y_{0}=f(x_{0})}, то сложная функция {\displaystyle h(x)=g(f(x))} также имеет производную в точке {\displaystyle x_{0}}.

## Интуитивное объяснение
Пусть {\displaystyle h(x)=f(g(x));} {\displaystyle g,h-} дифференцируемы в некотором {\displaystyle x\in D(g)}, {\displaystyle f} дифференцируема в {\displaystyle g(x)}.

### Линейное упрощение
Если {\displaystyle f} - линейна, то зная как меняется значение {\displaystyle f} при изменении всего аргумента {\displaystyle g(x)} на единицу (или на любое другое число, однако удобней рассматривать прирост на единицу), используя такое изменение {\displaystyle f}, как "мерило" (эталон), то есть зная, какое изменение функции приходится на единичное изменение аргумента, можно определять изменение функции для произвольного изменения аргумента - путём взятия прироста функции, приходящегося на единичный прирост аргумента, в количестве произвольного прироста аргумента, то есть путём их перемножения:
{\displaystyle {\text{прирост}}(h(x+1))={\text{прирост(f(g(x)+1))}}\times {\text{прирост(g(x+1))}}}
{\displaystyle {\text{прирост}}(g(x+1))} - как раз один из частных случаев произвольного прироста аргумента как функции.

### Произвольная функция
В общем случае, функция {\displaystyle f} не обязана быть линейной, а при нахождении производной прирост аргумента бесконечно мал, а не равен единице. В этой связи, использование в качестве "мерила" прироста {\displaystyle f} при приросте её аргумента {\displaystyle g(x)} на единицу будет неправильным. Неправильным будет вообще рассматривать прирост {\displaystyle f}, как "мерило".
Однако, в то же время, при придании аргументу бесконечно малого изменения, что необходимо для нахождения производной, по свойству функции, дифференцируемой в точке - бесконечно малый прирост аргумента даёт бесконечно малый прирост функции того же порядка малости, что и прирост аргумента (малые изменения аргумента дают малые изменения функции). То есть прирост функции, как величина, имеет тот же порядок (степень), что и прирост аргумента, что в свою очередь означает линейную зависимость между ними (деление, взятие корня - тоже операции возведения в степень).
Таким образом, при нахождении производной в точке, вне зависимости от природы зависимости аргумента, по свойствам функции дифференцируемой в точке, исследуемая функция в бесконечно близкой окрестности исследуемой точки (то есть при бесконечно малом приросте аргумента), рассматривается как линейно зависящая от своего аргумента.
Исходя из линейной природы любой дифференцируемой функции в бесконечно близкой окрестности некоторой точки, соображения, применявшиеся выше при рассмотрения частного случая линейной функции, применимы и для функции произвольной природы, а в качестве прироста используется не единица, а бесконечно малая, что в свою очередь следует из определения производной функции. Прирост же внутренней функции {\displaystyle g(x+\Delta x)}, возникающий в связи с приростом её аргумента "измерим" теперь уже бесконечно малым  "мерилом", поскольку, всё также по свойству дифференцируемой функции, бесконечно малый прирост аргумента {\displaystyle g} — {\displaystyle x+\Delta x} будет давать бесконечно малый прирост функции {\displaystyle g}.
Тогда, умножив прирост функции {\displaystyle f} при единичном бесконечно малом приросте аргумента, то есть {\displaystyle g(x)+\Delta x} на фактическое количество бесконечно малого прироста {\displaystyle g} при бесконечно малом приросте её аргумента {\displaystyle x+\Delta x}, и поделив оба множителя на {\displaystyle \Delta x} получим скорость {\displaystyle f} относительно {\displaystyle x}:
{\displaystyle (h(x))'=\lim _{\Delta x\rightarrow 0}{\dfrac {f(g(x)+\Delta x)-f(g(x))}{\Delta x}}\times \lim _{\Delta x\rightarrow 0}{\dfrac {g(x+\Delta x)-g(x)}{\Delta x}}}

## Одномерный случай

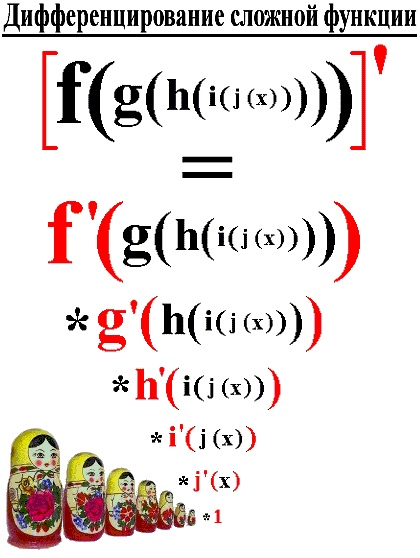
Дифференцирование сложной функции

Пусть даны функции, определённые в окрестностях на числовой прямой, {\displaystyle f:U(x_{0})\to V(y_{0}),} где {\displaystyle y_{0}=f(x_{0}),} и {\displaystyle g:V(y_{0})\to \mathbb {R} } Пусть также эти функции дифференцируемы: {\displaystyle f\in {\mathcal {D}}(x_{0}),\;g\in {\mathcal {D}}(y_{0}).} Тогда их композиция также дифференцируема: {\displaystyle h=g\circ f\in {\mathcal {D}}(x_{0}),} и её производная имеет вид:
{\displaystyle h'(x_{0})=g'{\bigl (}f(x_{0}){\bigr )}\cdot f'(x_{0}).}
Доказательство:
Так как {\displaystyle f\in {\mathcal {D}}(x_{0})} дифференцируема, то можно записать её приращение как:
{\displaystyle \Delta f(x_{0})=f'(x_{0})\Delta x+o(\Delta x)}
Где:
{\displaystyle \lim _{\Delta x\to 0}o(\Delta x)=0}
{\displaystyle \lim _{\Delta x\to 0}{\frac {o(\Delta x)}{\Delta x}}=0}
{\displaystyle \Delta y_{0}=\Delta f(x_{0})}
И так как {\displaystyle g} тоже дифференцируема, где {\displaystyle g\in {\mathcal {D}}(y_{0})}, то:
{\displaystyle \lim _{\Delta y\to 0}o(\Delta y)=0}
{\displaystyle \lim _{\Delta y\to 0}{\frac {o(\Delta y)}{\Delta y}}=0}
{\displaystyle \Delta g(y_{0})=g'(y_{0})\Delta y_{0}+o(\Delta y)=g'(y_{0})(f'(x_{0})\Delta x+o(\Delta x))+o(\Delta y)}
Разделив обе части на {\displaystyle \Delta x}  и {\displaystyle \Delta x\longrightarrow 0}, получаем:
{\displaystyle \lim _{\Delta x\to 0}{\frac {\Delta g(y_{0})}{\Delta x}}=\lim _{\Delta x\to 0}g'(y_{0})f'(x_{0})+g'(y_{0}){\frac {o(\Delta x)}{\Delta x}}+{\frac {o(\Delta y)}{\Delta x}}=\lim _{\Delta x\to 0}g'(f(x_{0}))f'(x_{0})}

### Замечание
В обозначениях Лейбница цепное правило для вычисления производной функции {\displaystyle y=y(x),} где {\displaystyle x=x(t),} принимает следующий вид:
{\displaystyle {\frac {dy}{dt}}={\frac {dy}{dx}}\cdot {\frac {dx}{dt}}.}

### Инвариантность формы первого дифференциала
Дифференциал функции {\displaystyle z=g(y)} в точке {\displaystyle y_{0}} имеет вид:
{\displaystyle dz=g'(y_{0})\,dy,}
где {\displaystyle dy} — дифференциал тождественного отображения {\displaystyle y\to y_{0}}:
{\displaystyle dy(h)=h,\quad h\in \mathbb {R} .}
Пусть теперь {\displaystyle y=f(x),\;x\in U(x_{0}),\;f\in {\mathcal {D}}(x_{0}).} Тогда {\displaystyle dy=f'(x_{0})\,dx}, и согласно цепному правилу:
{\displaystyle dz=g'{\bigl (}f(x_{0}){\bigr )}\cdot f'(x_{0})\,dx=g'(y_{0})\,dy.}
Таким образом, форма первого дифференциала остаётся одной и той же вне зависимости от того, является ли переменная функцией или нет.

### Пример
Пусть {\displaystyle h(x)={(3x^{2}-5x)}^{7}.\;} Тогда функция {\displaystyle h\;} может быть записана в виде композиции {\displaystyle h=g\circ f,} где
{\displaystyle f(x)=3x^{2}-5x,\;}
{\displaystyle g(y)=y^{7}.\;}
Дифференцируя эти функции отдельно:
{\displaystyle f'(x)=6x-5,\;}
{\displaystyle g'(y)=7y^{6},\;}
получаем
{\displaystyle h'(x)=7(3x^{2}-5x)^{6}\cdot (6x-5).}

## Многомерный случай
Пусть дана точка {\displaystyle t=(t_{1},\ldots ,t_{n})\in \mathbb {R} ^{n}} и в этой точке заданы дифференцируемые функции {\displaystyle x_{i}=\varphi _{i}(t),\ i={\overline {1,m}}}. Тогда функция {\displaystyle u=f(x_{1},\ldots ,x_{m})} дифференцируема в точке {\displaystyle t=(t_{1},\ldots ,t_{n})}, и её частные производные по {\displaystyle t_{i},\ i={\overline {1,n}}} выражаются следующим образом:
{\displaystyle {\frac {\partial u}{\partial t_{i}}}=\sum _{j=1}^{m}{{\frac {\partial u}{\partial x_{j}}}{\frac {\partial x_{j}}{\partial t_{i}}}}={\frac {\partial u}{\partial x_{1}}}{\frac {\partial x_{1}}{\partial t_{i}}}+{\frac {\partial u}{\partial x_{2}}}{\frac {\partial x_{2}}{\partial t_{i}}}+\ldots +{\frac {\partial u}{\partial x_{m}}}{\frac {\partial x_{m}}{\partial t_{i}}}.}
Её дифференциал можно определить как:
{\displaystyle \mathrm {d} u=\sum _{k=1}^{n}{A_{k}\mathrm {d} t_{k}}}, где {\displaystyle A_{k}={\frac {\partial u}{\partial x_{1}}}{\frac {\partial x_{1}}{\partial t_{k}}}+\ldots +{\frac {\partial u}{\partial x_{m}}}{\frac {\partial x_{m}}{\partial t_{k}}}}
В частности, матрица Якоби функции {\displaystyle u} является произведением матриц Якоби функций {\displaystyle f} и {\displaystyle x}:
{\displaystyle {\frac {\partial (u_{1},\ldots ,u_{n})}{\partial (t_{1},\ldots ,t_{m})}}={\frac {\partial (u_{1},\ldots ,u_{p})}{\partial (x_{1},\ldots ,x_{n})}}\cdot {\frac {\partial (x_{1},\ldots ,x_{n})}{\partial (t_{1},\ldots ,t_{m})}}.}

### Следствия
- Якобиан композиции двух функций является произведением якобианов индивидуальных функций:
{\displaystyle \left\vert {\frac {\partial (u_{1},\ldots ,u_{n})}{\partial (t_{1},\ldots ,t_{m})}}\right\vert =\left\vert {\frac {\partial (u_{1},\ldots ,u_{p})}{\partial (x_{1},\ldots ,x_{n})}}\right\vert \cdot \left\vert {\frac {\partial (x_{1},\ldots ,x_{n})}{\partial (t_{1},\ldots ,t_{m})}}\right\vert .}

### Пример
Пусть дана функция трёх переменных {\displaystyle h(x,y,z)=\sin x+\cos ^{2}(x+y+z)-{\sqrt {2x^{2}+5y^{3}}}\;} и требуется найти её частную производную по переменной {\displaystyle x}. Функция {\displaystyle h} может быть записана как {\displaystyle h(x,y,z)=f(u,v,w),} где
{\displaystyle f(u,v,w)=u+v^{2}+w,\;}
{\displaystyle u(x,y,z)=\sin x,\;}
{\displaystyle v(x,y,z)=\cos(x+y+z),\;}
{\displaystyle w(x,y,z)=-{\sqrt {2x^{2}+5y^{3}}}.\;}
Тогда частная производная функции {\displaystyle h} по переменной {\displaystyle x} будет иметь следующий вид:
{\displaystyle {\frac {\partial h}{\partial x}}={\frac {\partial f}{\partial u}}{\frac {\partial u}{\partial x}}+{\frac {\partial f}{\partial v}}{\frac {\partial v}{\partial x}}+{\frac {\partial f}{\partial w}}{\frac {\partial w}{\partial x}}}
Вычисляем производные:
{\displaystyle {\frac {\partial f}{\partial u}}=1,\;{\frac {\partial f}{\partial v}}=2v,\;{\frac {\partial f}{\partial w}}=1,\;{\frac {\partial u}{\partial x}}=\cos x,\;{\frac {\partial v}{\partial x}}=-\sin(x+y+z),\;{\frac {\partial w}{\partial x}}=-{\frac {2x}{\sqrt {2x^{2}+5y^{3}}}}.\;}
Подставляем найденные производные:
{\displaystyle {\frac {\partial h}{\partial x}}=1\cdot \cos x+2\cdot {\Bigl (}\cos(x+y+z){\Bigl )}\cdot {\Bigl (}-\sin(x+y+z){\Bigl )}+1\cdot \left(-{\frac {2x}{\sqrt {2x^{2}+5y^{3}}}}\right)}
В итоге
{\displaystyle {\frac {\partial h}{\partial x}}=\cos x-\sin(2x+2y+2z)-{\frac {2x}{\sqrt {2x^{2}+5y^{3}}}}.}